# Казе Ребелато Милани (Падова)
Казе Ребелато Милани је насеље у Италији у округу Падова, региону Венето.
Према процени из 2011. у насељу је живело 35 становника. Насеље се налази на надморској висини од 56 м.